# Antoni Lebiedź

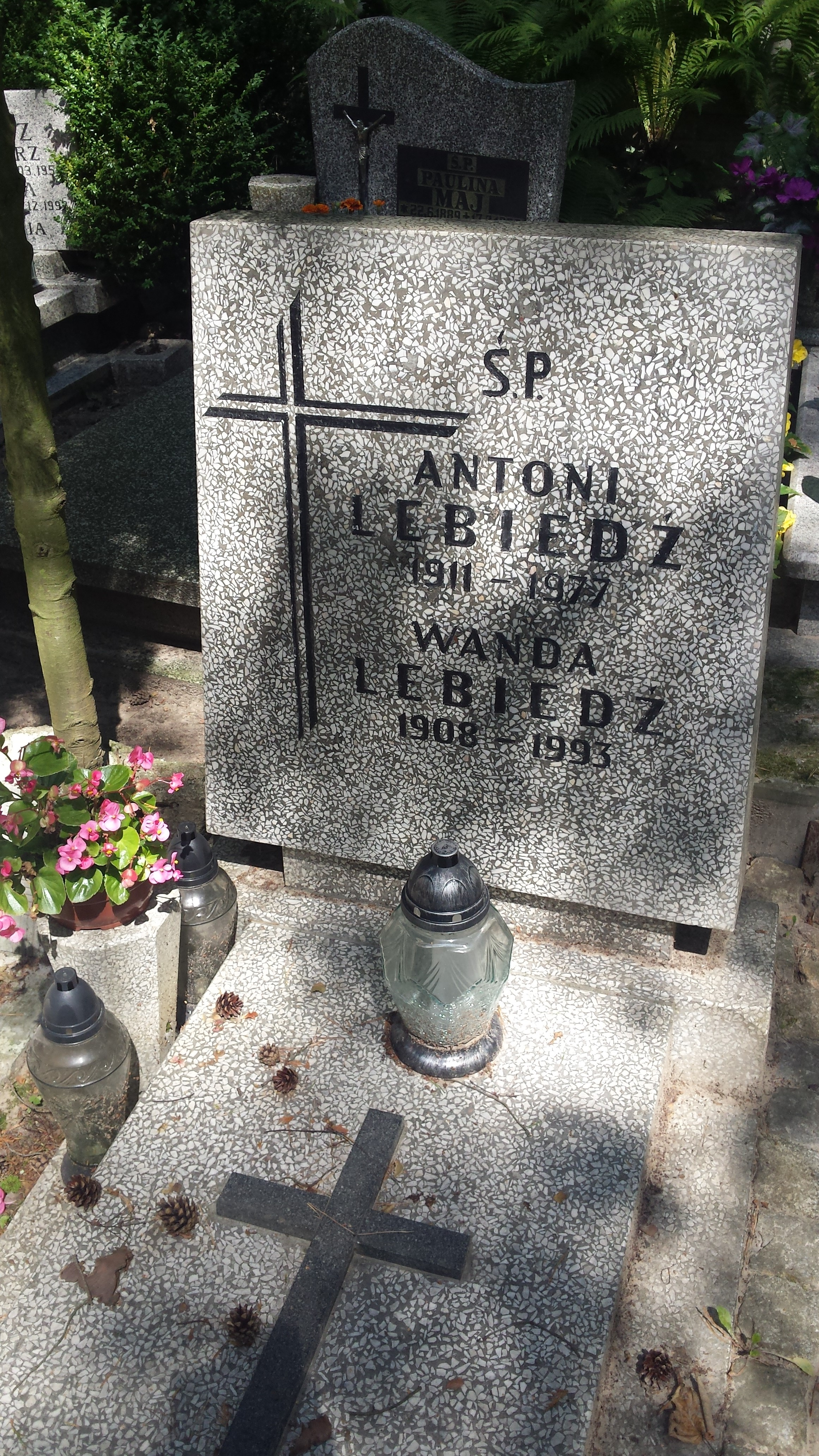
Grób Antoniego Lebiedzia na cmentarzu Srebrzysko w Gdańsku

Antoni Lebiedź (ur. 1911 w Nowym Berezowie, zm. 7 grudnia 1977 w Gdańsku) – polski działacz polityczny, poseł na Sejm PRL II kadencji (1957–1961). 

## Życiorys
Pochodził z Podlasia. W latach 1915–1922 przebywał wraz z rodziną w Rosji (zob. bieżeństwo). Po powrocie do kraju zdał egzamin maturalny w Gimnazjum im. Tadeusza Kościuszki w Bielsku Podlaskim, po czym służył w Zawodowej Szkole Podchorążych Piechoty w Ostrowi Mazowieckiej oraz Drugim Batalionie Strzelców w Tczewie. Planował karierę wojskową, jednak uniemożliwiono mu złożenie egzaminów w Wyższej Szkole Wojskowej z powodu domniemanych związków z Komunistyczną Partią Polski i Komunistyczną Partią Zachodniej Białorusi. Wziął udział w wojnie obronnej Polski (w Tczewie), w okolicy Bydgoszczy dostał się do niewoli niemieckiej, w której pozostał do 1945. W marcu 1945 podjął pracę w tworzącym się urzędzie powiatowym w Tczewie jako kierownik Wydziału Aprowizacji i Handlu. Był również kierownikiem oddziałów „Społem” w Tczewie i Kartuzach. W tym samym roku wstąpił do Stronnictwa Demokratycznego, zasiadał w jego Komitecie Miejskim i Powiatowym. Od 1949 zatrudniony w Gdańsku na kierowniczych stanowiskach w handlu i gastronomii. Pełnił obowiązki wiceprzewodniczącego Prezydium Miejskiej Rady Narodowej. W 1957 uzyskał mandat posła na Sejm II kadencji z okręgu Gdańsk. Zasiadał w Komisjach: Handlu Zagranicznego oraz Komunikacji i Łączności. Po odejściu z Sejmu był m.in. przewodniczącym Wojewódzkiego Sądu Partyjnego w Gdańsku. Sprawował również funkcję sekretarza Wojewódzkiego Komitetu SD. Był wiceprzewodniczącym Rady Nadzorczej Wojewódzkiego Związku Spółdzielni Rolniczych „Samopomoc Chłopska”. 
Odznaczony m.in. Krzyżem Kawalerskim Orderu Odrodzenia Polski, Złotym i Srebrnym Krzyżem Zasługi, a także odznakami regionalnymi: „Zasłużonym Ziemi Gdańskiej” i Za zasługi dla miasta Gdańska.
Pochowany na gdańskim cmentarzu Srebrzysko (rejon  V, kwatera IV-2-47).